# Экономика Екатеринбурга
На конец 2011 года в Екатеринбурге было зарегистрировано 198 тысяч предприятий и организаций.
среднегодовая численность работников организаций составляет 445,1 тысяч человек.
В 2012 году средняя зарплата составила 32600 рублей, что значительно выше остальных заработных плат в России, уступая только уровню дохода населения Москвы и С.-Петербурга. Среднемесячная заработная плата в Екатеринбурге по итогам 2010 года составила 26 097 рублей. По итогам 2008 года она составляла 22 627 рублей (126 % по отношению к предыдущему году). При этом средняя зарплата в декабре 2008 года составляла 27 487 рублей (111 % по отношению к декабрю прошлого года). Уровень безработицы в начале 2008 года не превышал 0,5 % от общего количества трудоспособного населения, но в четвёртом квартале 2008 года был зафиксирован рост уровня безработицы, вызванный мировым экономическим кризисом, и к концу года она составила 0,81 %. В городе действует более 24 тысяч малых предприятий, в которых трудится более 280 тысяч человек.
В Екатеринбурге располагается несколько штаб-квартир крупных российских компаний — «Уралсвязьинформ», «МРСК Урала», «Энел Россия», «Сталепромышленная компания», «Русская медная компания», «Свердловскэнергосбыт», концерн «Калина», «Уральские авиалинии», «СКБ Контур», «Жизньмарт», «Сима-лэнд», «Баден баден».

## Городской бюджет
По объёму городского бюджета Екатеринбург занимает четвёртое место в России (после Москвы, Санкт-Петербурга и Новосибирска). В 2008 году доходы бюджета муниципального образования «город Екатеринбург» были запланированы в размере 24,3 млрд рублей, однако были перевыполнены и составили 26,9 млрд рублей (110,5 % от запланированного). Эти дополнительные доходы переведены в запас бюджетных средств, для того чтобы обеспечить выполнение бюджета 2009 года, которое обещает быть сложным из-за текущего экономического кризиса. Расходная часть была исполнена в сумме 24,9 млрд рублей или 97,1 % от годового плана. Львиная доля расходов была направлена на нужды сфер образования, здравоохранения и ЖКХ.
На 2009 год доходы бюджета запланированы в размере 25,2 млрд рублей, расходы — 26,7 млрд рублей (дефицит 1,5 млрд рублей).
| Доходы                                                                        | Доходы            | Расходы                                         | Расходы           |
| Статья доходов                                                                | Сумма (млрд руб.) | Статья расходов                                 | Сумма (млрд руб.) |
| ----------------------------------------------------------------------------- | ----------------- | ----------------------------------------------- | ----------------- |
| Налоги на прибыль                                                             | 11,024            | Общегосударственные расходы                     | 1,512             |
| Налоги на совокупный доход                                                    | 1,025             | Национальная безопасность и охрана правопорядка | 0,181             |
| Налоги на имущество                                                           | 2,186             | Национальная экономика                          | 4,691             |
| Государственная пошлина                                                       | 0,208             | Жилищно-коммунальное хозяйство                  | 4,349             |
| Перерасчёты по отменённым налогам                                             | 0,003             | Охрана окружающей среды                         | 0,257             |
| Доходы от использования имущества, находящегося в муниципальной собственности | 3,895             | Образование                                     | 10,498            |
| Платежи при пользовании природными ресурсами                                  | 0,042             | Культура и средства массовой информации         | 0,838             |
| Доходы от оказания платных услуг                                              | 0,329             | Здравоохранение, физкультура и спорт            | 3,930             |
| Доходы от продажи активов                                                     | 0,624             | Социальная политика                             | 0,481             |
| Штрафы, санкции                                                               | 0,548             |                                                 |                   |
| Безвозмездные поступления                                                     | 5,269             |                                                 |                   |
| Всего                                                                         | 25,153            | Всего                                           | 26,7              |

## Финансовая сфера
Екатеринбург является одним из крупнейших финансово-деловых центров России, здесь сконцентрированы офисы транснациональных корпораций, представительства иностранных компаний, большое количество федеральных и региональных финансово-кредитных организаций. По состоянию на 2023 год в Екатеринбурге были представлены примерно 60 банков, из которых 5 зарегистрировано на территории Екатеринбурга. 
В Екатеринбурге по состоянию на 01.07.2023 год были зарегистрированы следующие 5 банков:
- Уральский банк реконструкции и развития
- СКБ-банк
- ВУЗ-банк
- Екатеринбург
- Уралфинанс

По данным справочника Центробанка, всего в Екатеринбурге после 1991 года было зарегистрировано не менее 42 банков, однако их число сокращается.
Так, в 2006 году екатеринбургский банк — Уралвнешторгбанк объединился с Сибакадембанком для образования УРСА Банка, который сейчас входит в десятку крупнейших банков России, однако это объединение произошло на базе Сибакадембанка и головной офис нового банка переехал в Новосибирск.
В результате кризиса 2008 года пострадало несколько екатеринбургских банков — в 2009 году со скандалом обанкротился банк «ВЕФК-Урал», после поглощения иными банковскими структурами, в 2011 году были окончательно ликвидированы банк «Северная казна» и банк «Губернский». В 2010 году обанкротился Уралфинпромбанк. В то же время новых банков с регистрацией в Екатеринбурге не появлялось.
Активно происходит появление филиалов банков из иных регионов.

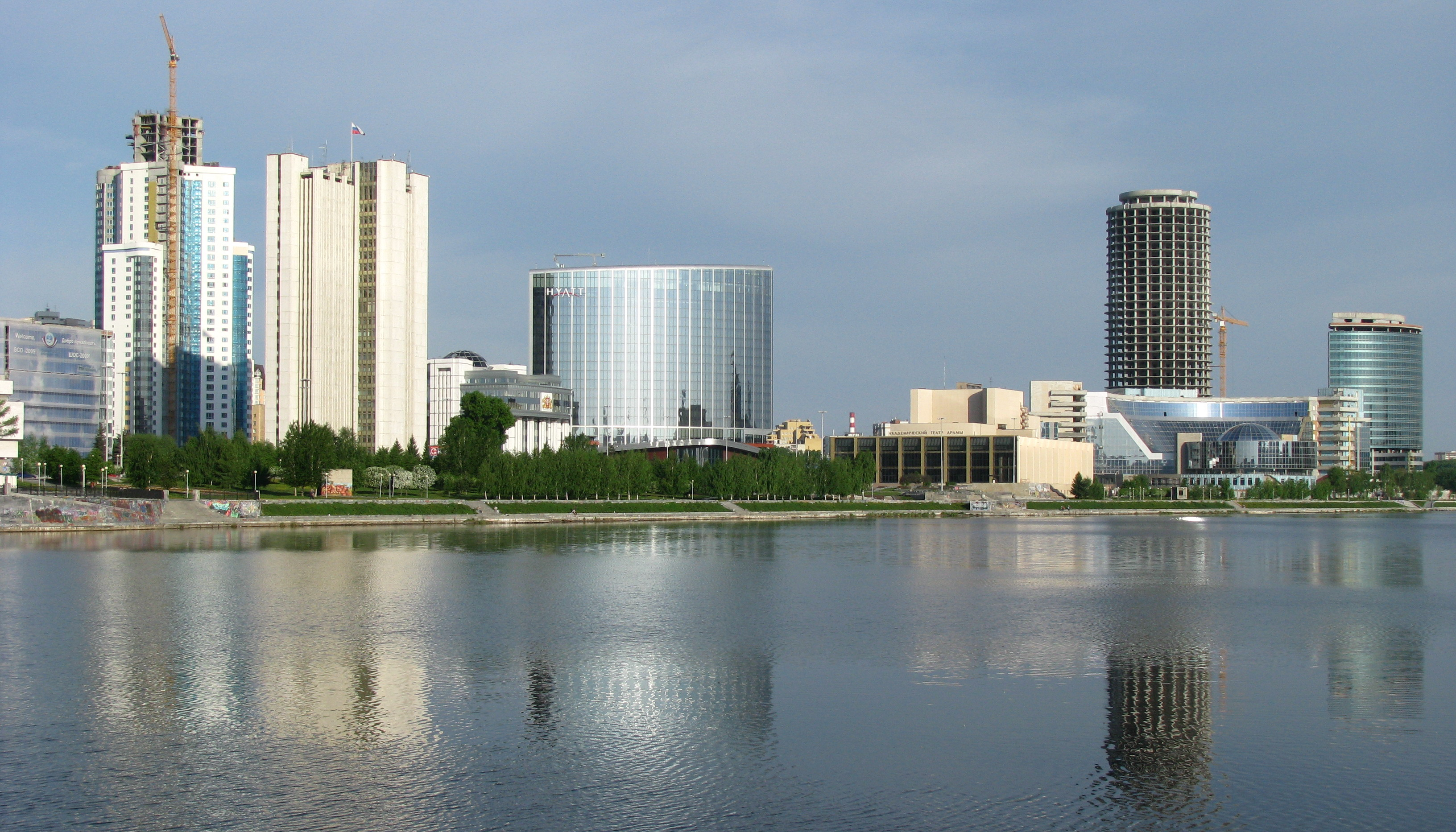
Набережная Рабочей молодёжи, где планируется строительство Екатеринбург-Сити

Страховой сектор представлен значительным количеством компаний. Однако большинство из них являются филиалами, количество компаний, зарегистрированных в Екатеринбурге, сокращается. По данным на май 2013 года, «городскую прописку» имели лишь 12 страховщиков:
- "Страховая компания «Выручим!»
- Страховая медицинская компания «АСТРАМЕД-МС» (только медицинское страхование)
- Страховая компания «ЕВРОСТРАХОВАНИЕ»
- "Страховая компания «СЕВЕРНАЯ КАЗНА»
- «Страховая компания Екатеринбург»
- "Страховая компания «Транско»
- "Страховая медицинская компания «УГМК — Медицина» (только медицинское страхование)
- «УГМК — Страхование»
- Страховая медицинская компания «Урал-Рецепт М» (только медицинское страхование)
- Страховое акционерное общество «Экспресс Гарант»
- Страховой Брокер «Белая Башня»
- "Страховой брокер «Страховка24.рф»

До недавнего времени Екатеринбург был единственным региональным городом, в котором работали две фондовые биржи. Однако в 2008 году ФСФР отозвала лицензию у Екатеринбургской фондовой биржи, которая занимала третье место в России по объёму совершаемых сделок. В конце декабря 2007 года ММВБ приобрела Уральскую региональную валютную биржу, работа которой была прекращена в середине 2011 года (вместо неё в Екатеринбурге начал работать Уральский филиал ЗАО «ММВБ»).
В городе насчитывается 14 местных профессиональных участников фондового рынка (брокеров и дилеров), 12 управляющих компаний. Также действует сеть филиалов и представительств, посредством которых можно получить услуги других российских управляющих компаний.
В последнее десятилетие в городе было построено большое количество бизнес-центров. На 2013 год их число составило 77 штук, однако высшему классу «А» соответствуют лишь 4 — БЦ «Европа», «Центр Международной торговли», БЦ «Палладиум» (общая площадь 18 000 м²) и БЦ «Сенат» (11 000 м²). В Екатеринбурге расположены офисы крупнейших мировых аудиторских компаний — Ernst & Young, KPMG, Deloitte и PricewaterhouseCoopers.
Екатеринбург стал вторым после Москвы городом России, где началась реализация крупного инвестиционного проекта делового квартала, который будет называться Екатеринбург-Сити, в него должны войти 12 объектов, общей площадью 400 тысяч квадратных метров, в том числе 4 небоскрёба — башни «Исеть», «Урал», «Татищев», «Геннин». В настоящее время готов лишь один объект — 21-этажная пятизвёздочная гостиница Hyatt Regency Ekaterinburg, на высокой стадии готовности находятся 33-этажный многофункциональный центр «Демидов» с 8-этажным конгресс-холлом, 20-этажный бизнес-центр «Президент». В августе 2010 было возобновлено строительство башни «Исеть», ранее временно приостановленное в связи с финансовым кризисом.
Администрация города ведёт активную работу по привлечению инвестиций, разработан стратегический план «Повышение инвестиционной привлекательности города». По сравнению с другими российскими городами-миллионниками, Екатеринбург на 2019 год занимал ведущую позицию по среднемесячной заработной плате и розничному товарообороту, по общему объёму инвестиций в основной капитал.
Текущий экономический кризис помешал реализации многих крупных инвестиционных проектов — помимо Екатеринбург-Сити было отложено строительство Международного выставочного центра, комплекса «Стражи Урала» и многих других проектов.

## Промышленность
Екатеринбург с самого своего основания был крупным промышленным центром. В XVIII веке основными отраслями были выплавка и обработка металла, с начала XIX века появилось машиностроение, а во второй половине XIX столетия большое распространение получили лёгкая и пищевая (в особенности — мукомольная) промышленности. Новый виток развития производства пришёлся на период индустриализации — в это время в городе строятся заводы-гиганты, определившие отрасль специализации промышленности города — тяжёлое машиностроение. В годы Великой Отечественной войны Свердловск принял около шестидесяти предприятий, эвакуированных из Центральной России и Украины, в результате чего произошло усиление производственной мощности существующих заводов и зарождение новых отраслей уральской промышленности.
В настоящее время в Екатеринбурге зарегистрировано 220 крупных и средних предприятий, за 2008 год отгружено товаров собственного производства на 150,585 млрд рублей (рост по отношению к 2007 году составил 8,9 %). Оборот крупных и средних организаций обрабатывающих производств по городу Екатеринбургу увеличился по сравнению с 2007 годом на 4,2 % и составил 150,7 млрд рублей.
|  |  |  |

## Торговля

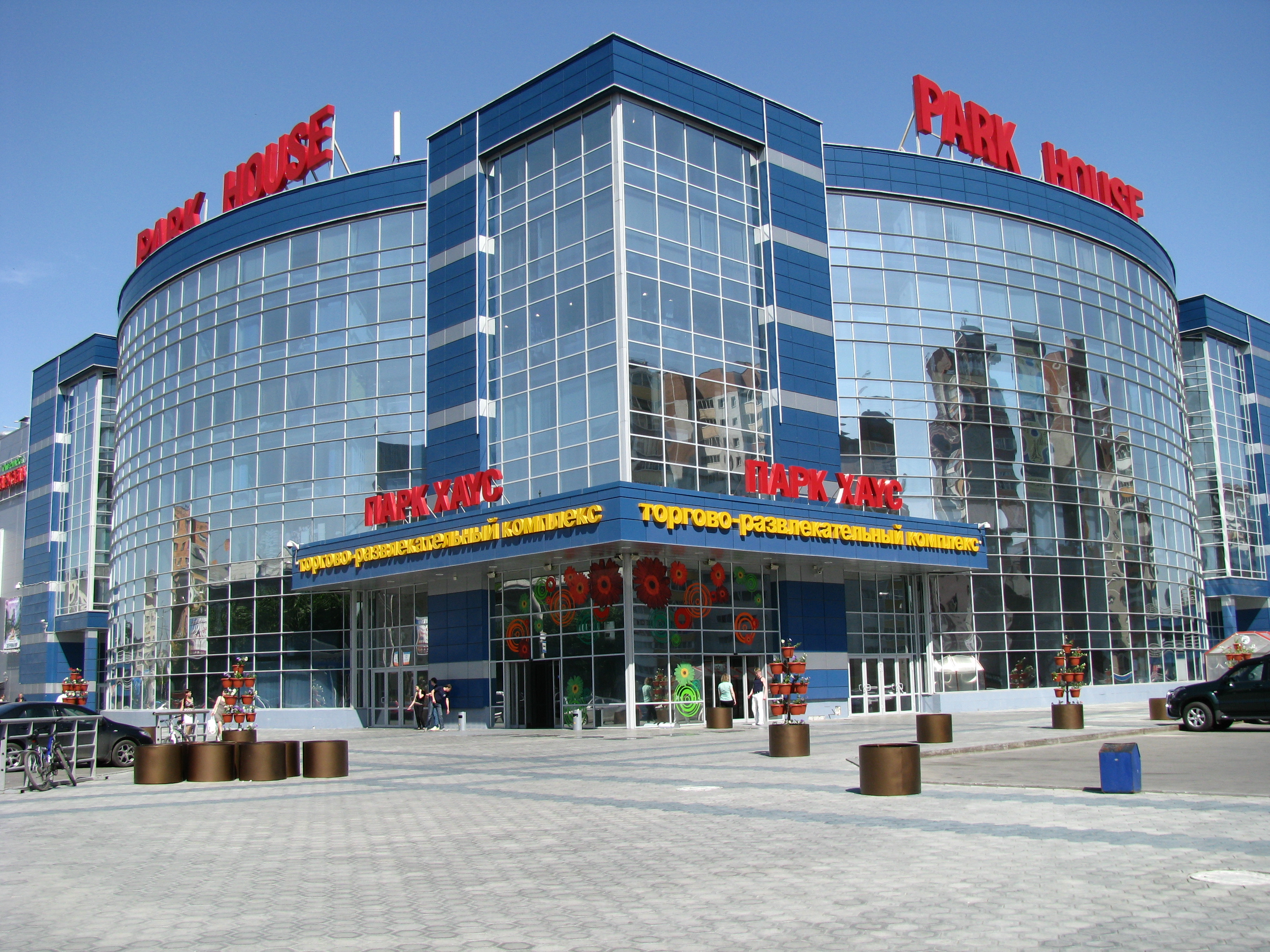
Молл «Парк Хаус» общей площадью 58 000 м²

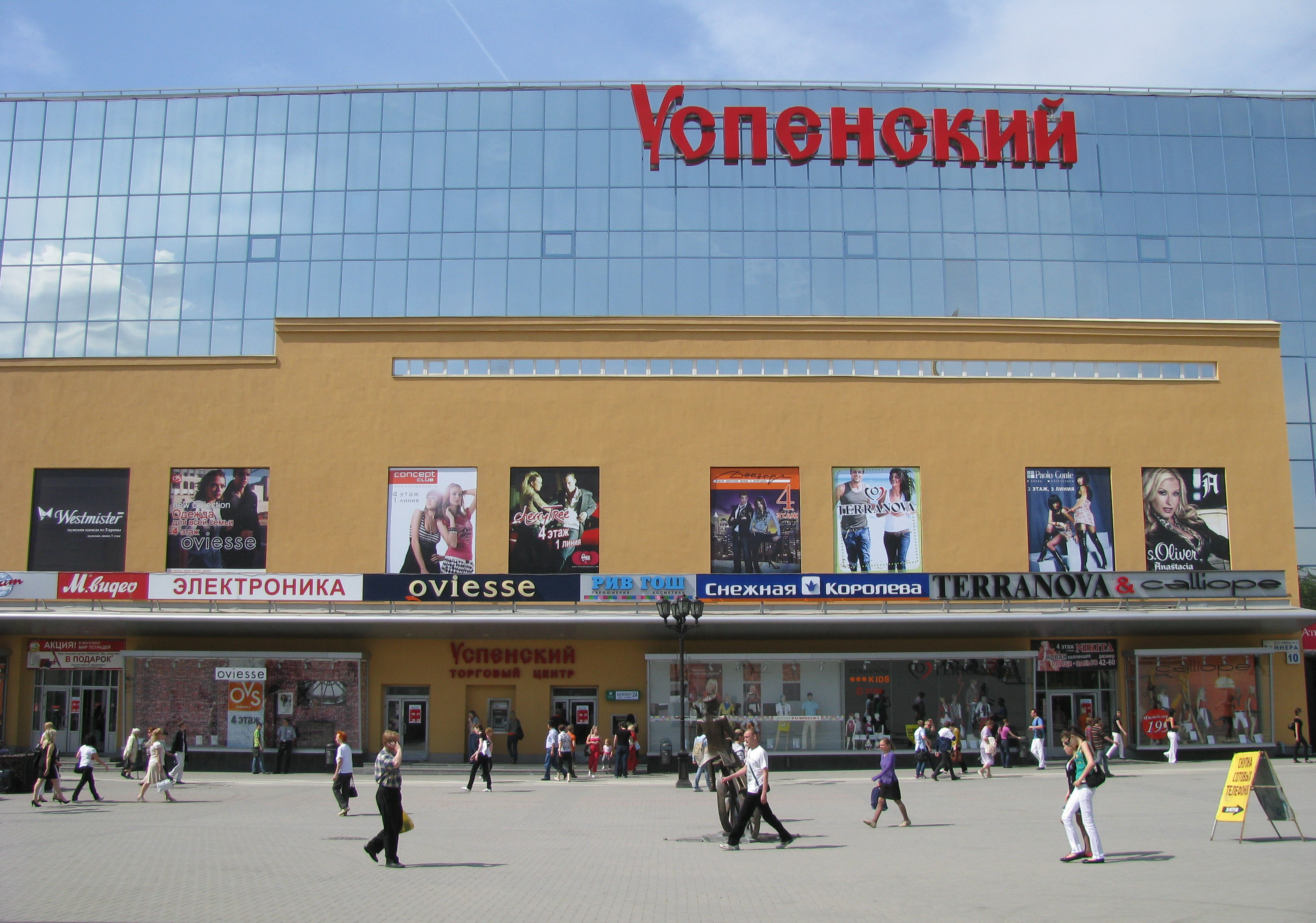
ТЦ «Успенский» — один из торговых центров, расположенных в центре города

В городе хорошо развита сфера торговли — Екатеринбург занимает третье место в стране по объёму розничного товарооборота (после Москвы и Санкт-Петербурга) с большим отрывом от других городов-миллионников. По итогам 2008 года объём товарооборота составил 359,1 млрд рублей, превысив аналогичный показатель 2007 года на 90,6 млрд рублей.
По состоянию на начало 2010 года в городе насчитывается 2051 магазин непродовольственной и 941 магазин продовольственной торговли.
Обеспеченность торговыми площадями составляет 775 м² на 1000 жителей. По этому показателю Екатеринбург — лидер по стране. Для сравнения можно отметить, что на тысячу москвичей приходится 775 м² торговых площадей, в Казани — 710, в Санкт-Петербурге — 760, а в Новосибирске — 540 м² на тысячу жителей.
По обеспеченности качественными торговыми площадями Екатеринбург занимает (по разным оценкам) 1—2 место в России. На 1000 жителей Екатеринбурга приходится 440—510 м² качественных торговых площадей в зависимости от того, что вкладывается в понятие «качественных».
В последнее время стал популярным формат универсальных торгово-развлекательных центров, где помимо торговых площадей присутствуют зоны отдыха и развлечений, спортивные площадки, предприятия общественного питания, кинотеатры, а также проводятся различные выставки, выступления артистов.
В городе действует большое количество продовольственных гипермаркетов и супермаркетов, причём особенностью Екатеринбурга является прочное положение местных сетей, которые достойно конкурируют с федеральными и международными ретейлерами и занимают до 50 % локального рынка. Крупнейшие международные сети — «Ашан» (в настоящее время действует 2 гипермаркета и ведётся строительство третьего), «Metro Cash & Carry» (действуют три гипермаркета), федеральные — «Карусель», «Пятёрочка», местные — «Гринвич», «Кировский», «Купец», «Монетка», «Бест-маркет».
Также в городе находится большое количество крупных специализированных торговых центров по продаже непродовольственных товаров (мебели, одежды, строительных и отделочных материалов и т. д.). Среди федеральных строительных магазинов, представленных в городе, можно выделить: Leroy Merlin, Castorama, Домострой, Максидом, ОБИ, Строительный двор.
В последнее время согласно стратегическому плану с карты города исчезло большинство открытых рынков, которые преобразовываются в формат торговых центров, — строительный рынок «Оборонснабсбыт» перешёл в формат ретейл-парка «Докер», на базе авторынка «У Белой башни» ведётся строительство автомолла, Кировский, Эльмашевский, Чкаловский, Парковый и многие другие смешанные рынки переведены в формат торговых центров. После закрытия Центрального рынка для строительства на его месте ТРЦ «Форум» в городе осталось всего три колхозных рынка — Шарташский, Верх-Исетский («Птичий рынок») и Уралмашевский. По плану до 2015 года колхозные рынки — единственный формат, который будет развиваться в городе (планируется увеличить их количество до девяти), все вещевые рынки должны быть ликвидированы к 2010 году. Также активно ликвидируются некапитальные торговые объекты (киоски, павильоны, палатки, лотки и т. п.), широко распространённые в 1990-е годы, по планам городской администрации, к 2010 году из объектов уличной мелкорозничной торговли в Екатеринбурге должны остаться лишь остановочные комплексы, специализированные киоски по продаже печатной продукции и лотерейных билетов, киоски «Мороженое», павильоны по оказанию бытовых услуг и объекты сезонной торговли (палатки «Овощи-фрукты», бахчевые развалы, цистерны по продаже кваса, термоконтейнеры по продаже мороженого и безалкогольных напитков, объекты по приёму стеклопосуды и летние кафе).
43 автоцентра и автосалона Екатеринбурга представляют все основные автомобильные марки мира, в том числе бизнес-класса.

## Строительство

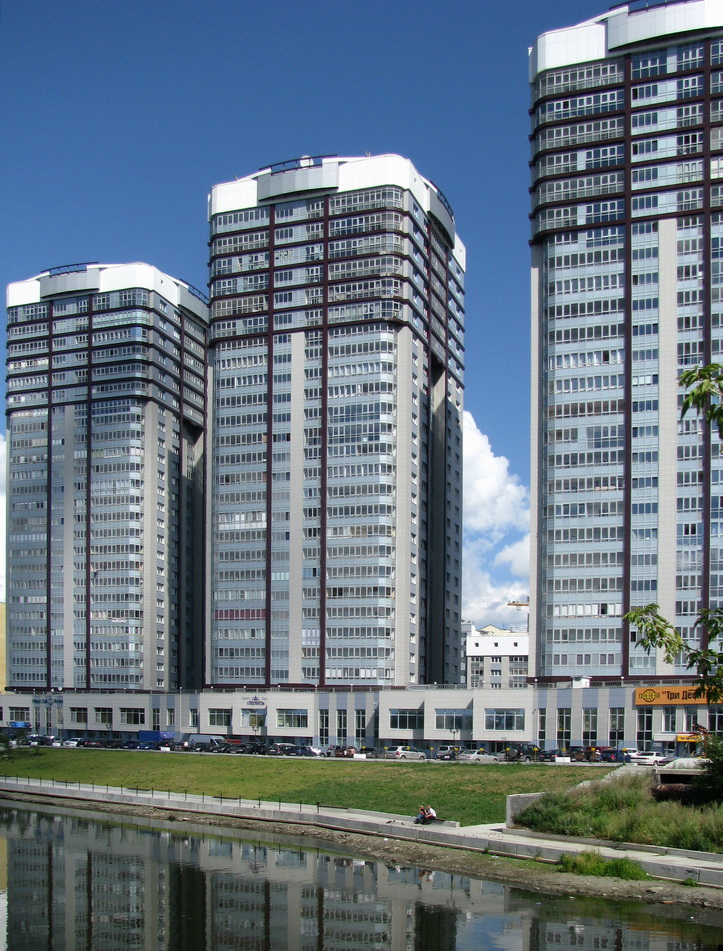
Строительство жилого комплекса «Адмиральский» на берегу Исети

Строительство — одна из самых динамично развивающихся отраслей в городе. Общий объём работ в данной сфере за 2007 год составил 28,5 млрд рублей.
| Наименование                      | Значение, тыс. м² |
| --------------------------------- | ----------------- |
| Строительство жилых помещений     | 899,53            |
| Строительство торговых помещений  | 240,8             |
| Строительство офисных помещений   | 162,2             |
| Строительство складских помещений | 40,4              |
| Всего                             | 1342,93           |

В 2008 году объёмы жилищного строительства достигли 955,2 тыс. м².
В октябре 2007 года началось строительство самого масштабного в России и Европе проекта комплексного освоения нового жилого района. Восьмой по счёту административный район Екатеринбурга — «Академический», рассчитанный на 325 тысяч жителей, расположится в юго-западной части города в пойме реки Патрушиха и займёт площадь 2500 гектаров, из них 1300 гектаров — непосредственно застройка. Общая жилая площадь района составит 10 миллионов квадратных метров, ещё 2,3 миллиона квадратных метров займут административные здания, торговые центры, больницы и школы. С другими районами города «Академический» будет связан тремя автомагистралями и скоростным трамваем. Строительством этого проекта занимается «Ренова СтройГруп» совместно с французским архитектурным бюро «Валод энд Пистр». Финансирование ведётся за счёт средств «Реновы» и бюджета Екатеринбурга. В настоящее время в новый район проведены транспортные магистрали, инженерные коммуникации, заканчивается возведение первой очереди жилых домов; планируется, что первые жители в «Академическом» появятся в 2009 году.
Стоит отметить, что Екатеринбург является лидером в сфере высотного строительства: по количеству высотных зданий город занимает третье место в стране после Москвы и Санкт-Петербурга, и обходя при этом занимающий четвёртое место Новосибирск более, чем в 2,5 раза.

## Туризм

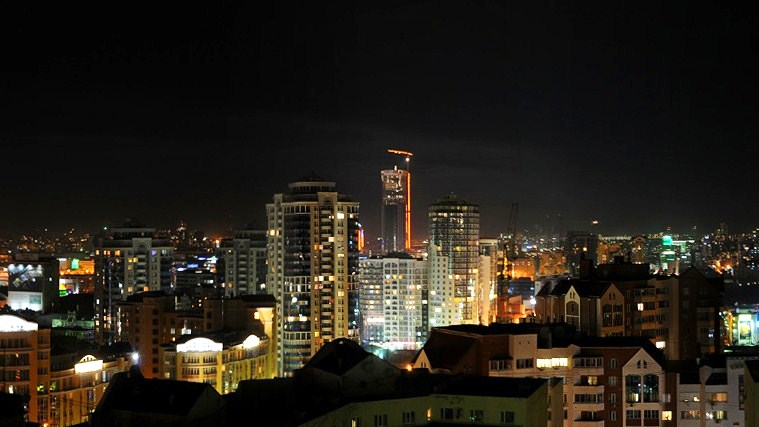
Ночной Екатеринбург

В последние годы индустрия туризма показывает высокую динамику развития. Богатым туристическим потенциалом обладает как сам Екатеринбург, так и его окрестности, изобилующие памятниками природы и местами активного отдыха. В 2006 году столицу Урала посетило 450 000, а в 2007 году уже 675 000 туристов. 
На данный момент основным видом является деловой туризм — 87 % всех приезжающих в город прибывают в качестве деловых туристов для участия в российских и международных форумах, выставках, конференциях. За 2007 год было проведено 179 выставок, что составляет 15 % от общего числа проведённых в стране подобных мероприятий.
Культурно-познавательный туризм прежде всего основан на уникальном географическом положении Екатеринбурга на границе частей света. Екатеринбург — крупнейший город, расположенный на сухопутной границе Европы и Азии. На 17-м километре Московского тракта (344-й километр трассы Р242) установлен монумент, обозначающий импровизированную пограничную полосу между двумя частями света. В основание монумента заложены два камня — один был привезён с крайней точки Европы (мыс Рока), другой — с крайней точке Азии (мыс Дежнёва). На этом месте планируется развивать культурно-развлекательный комплекс. Сам город сочетает в себе архитектурные памятники XVIII — XX веков (в основном, купеческие усадьбы XIX века), советской архитектуры (конструктивизм и неоклассицизм) и современные здания. Также популярны туристические паломничества в святые места — Храм на крови, построенный на месте дома Ипатьева, где со своей семьёй провёл последние дни жизни Николай II и Ганина Яма — место, куда были сброшены останки царской семьи, а ныне располагается мужской монастырь в честь Святых Царственных Страстотерпцев.
Сфера активного отдыха представлена горнолыжными центрами (в черте города это Уктусские горы с двумя трамплинами, в окрестностях — «Флюс», «Гора Волчиха», «Гора Пильная», «Гора Мотаиха» и «Гора Ежовая», «Гора Тёплая» и другие), спелеотуризмом и скалолазанием (пещеры Провал, ледник горы Орловой, Аракаевские пещеры, Азов-гора, скалы Семь братьев), этнографическим и краеведческим туризмом (озеро «Тальков Камень», музей деревянного зодчества в Нижней Синячихе, невьянская наклонная башня), водным туризмом (рыбалка, а также сплав по реке Чусовой — один из самых популярных ещё в советское время туристических маршрутов всесоюзного значения).

### Гостиницы

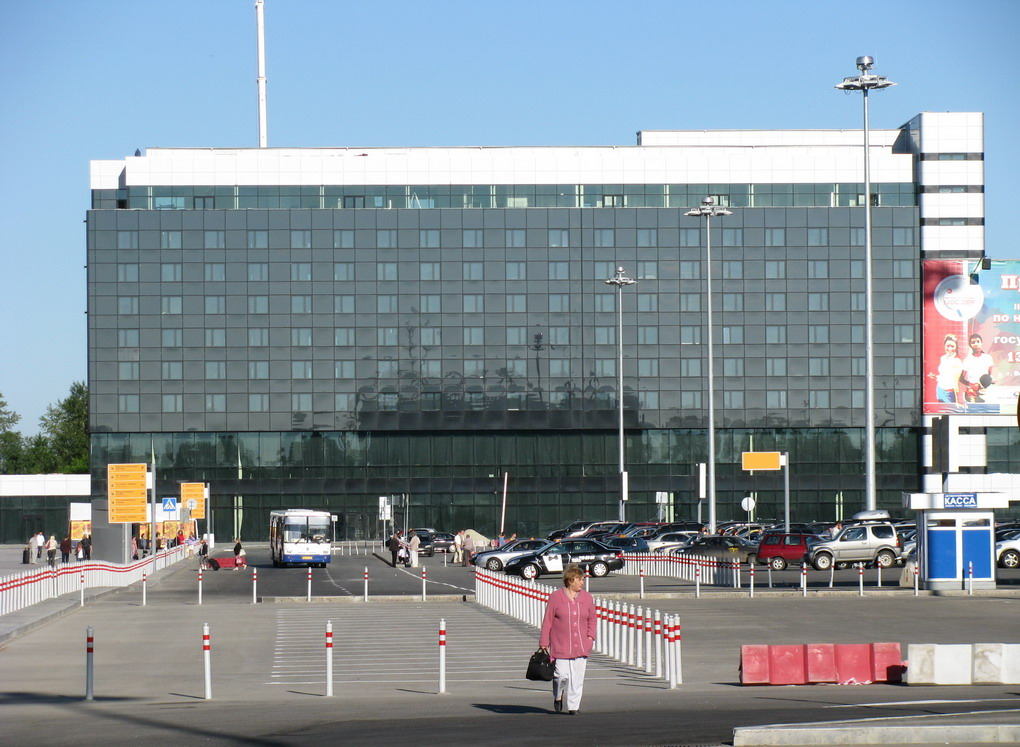
Гостиница «Angelo Airporthotel»

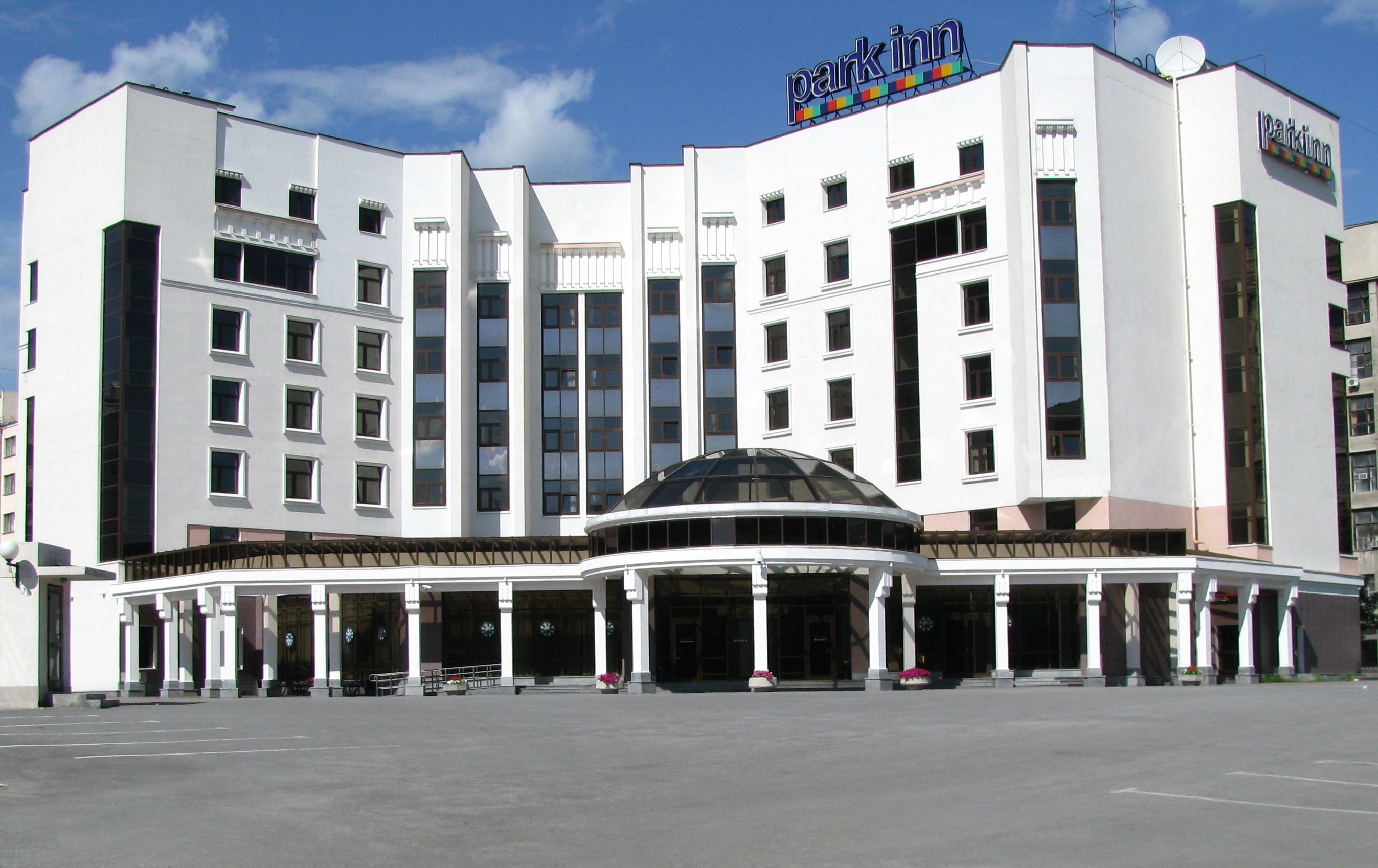
Гостиница «Park INN»

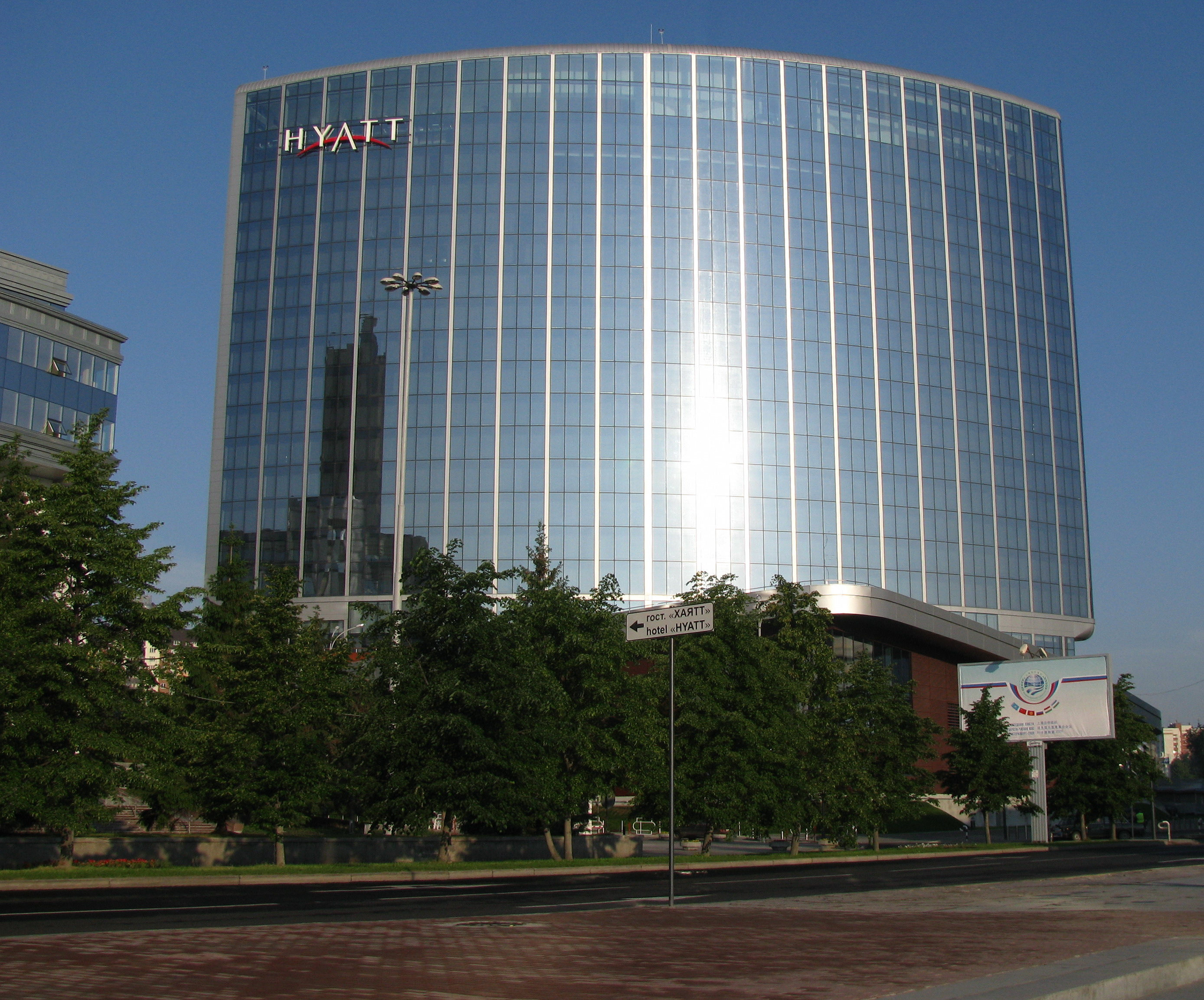
Пятизвёздочная гостиница «Hyatt Regency Ekaterinburg»

В Екатеринбурге достаточно хорошо развита гостиничная сеть, состоящая из гостиниц различных категорий (от 2 до 5 звёзд), которые помимо обычных гостей города принимают у себя иностранные делегации, всероссийские форумы, саммиты, другие международные мероприятия. По состоянию на начало 2009 года номерной фонд составляет 7315 номеров, функционирует 51 гостиница и 30 дополнительных средств размещения (кемпинги, гостевые дома и т. д.), наиболее крупные из них:
| Категория                                                                | Название гостиницы                   |
| ------------------------------------------------------------------------ | ------------------------------------ |
| 5 из 5 звёзд · 5 из 5 звёзд · 5 из 5 звёзд · 5 из 5 звёзд · 5 из 5 звёзд | Атриум Палас Отель                   |
| 5 из 5 звёзд · 5 из 5 звёзд · 5 из 5 звёзд · 5 из 5 звёзд · 5 из 5 звёзд | Хайятт Ридженси Екатеринбург         |
| 4 из 5 звёзд · 4 из 5 звёзд · 4 из 5 звёзд · 4 из 5 звёзд · 4 из 5 звёзд | Вознесенский (отель)                 |
| 4 из 5 звёзд · 4 из 5 звёзд · 4 из 5 звёзд · 4 из 5 звёзд · 4 из 5 звёзд | Онегин                               |
| 4 из 5 звёзд · 4 из 5 звёзд · 4 из 5 звёзд · 4 из 5 звёзд · 4 из 5 звёзд | Александровский Парк-Отель           |
| 4 из 5 звёзд · 4 из 5 звёзд · 4 из 5 звёзд · 4 из 5 звёзд · 4 из 5 звёзд | Магистр (закрыта с 1 июля 2012 года) |
| 4 из 5 звёзд · 4 из 5 звёзд · 4 из 5 звёзд · 4 из 5 звёзд · 4 из 5 звёзд | Московская Горка                     |
| 4 из 5 звёзд · 4 из 5 звёзд · 4 из 5 звёзд · 4 из 5 звёзд · 4 из 5 звёзд | Park Inn by Radisson Ekaterinburg    |
| 4 из 5 звёзд · 4 из 5 звёзд · 4 из 5 звёзд · 4 из 5 звёзд · 4 из 5 звёзд | Премьер Отель                        |
| 4 из 5 звёзд · 4 из 5 звёзд · 4 из 5 звёзд · 4 из 5 звёзд · 4 из 5 звёзд | Сенатор                              |
| 4 из 5 звёзд · 4 из 5 звёзд · 4 из 5 звёзд · 4 из 5 звёзд · 4 из 5 звёзд | Транс Отель                          |
| 4 из 5 звёзд · 4 из 5 звёзд · 4 из 5 звёзд · 4 из 5 звёзд · 4 из 5 звёзд | УралОтель                            |
| 4 из 5 звёзд · 4 из 5 звёзд · 4 из 5 звёзд · 4 из 5 звёзд · 4 из 5 звёзд | Уральский Двор                       |
| 4 из 5 звёзд · 4 из 5 звёзд · 4 из 5 звёзд · 4 из 5 звёзд · 4 из 5 звёзд | Форт                                 |
| 4 из 5 звёзд · 4 из 5 звёзд · 4 из 5 звёзд · 4 из 5 звёзд · 4 из 5 звёзд | Элем                                 |
| 4 из 5 звёзд · 4 из 5 звёзд · 4 из 5 звёзд · 4 из 5 звёзд · 4 из 5 звёзд | Ramada Yekaterinburg                 |
| 4 из 5 звёзд · 4 из 5 звёзд · 4 из 5 звёзд · 4 из 5 звёзд · 4 из 5 звёзд | Angelo                               |

| Категория                                                                | Название гостиницы       |
| ------------------------------------------------------------------------ | ------------------------ |
| 3 из 5 звёзд · 3 из 5 звёзд · 3 из 5 звёзд · 3 из 5 звёзд · 3 из 5 звёзд | АВС-Отель                |
| 3 из 5 звёзд · 3 из 5 звёзд · 3 из 5 звёзд · 3 из 5 звёзд · 3 из 5 звёзд | Антей                    |
| 3 из 5 звёзд · 3 из 5 звёзд · 3 из 5 звёзд · 3 из 5 звёзд · 3 из 5 звёзд | Атлаза-Сити              |
| 3 из 5 звёзд · 3 из 5 звёзд · 3 из 5 звёзд · 3 из 5 звёзд · 3 из 5 звёзд | Атлантик                 |
| 3 из 5 звёзд · 3 из 5 звёзд · 3 из 5 звёзд · 3 из 5 звёзд · 3 из 5 звёзд | Большой Урал             |
| 3 из 5 звёзд · 3 из 5 звёзд · 3 из 5 звёзд · 3 из 5 звёзд · 3 из 5 звёзд | Визави                   |
| 3 из 5 звёзд · 3 из 5 звёзд · 3 из 5 звёзд · 3 из 5 звёзд · 3 из 5 звёзд | Гранд Авеню Отель        |
| 3 из 5 звёзд · 3 из 5 звёзд · 3 из 5 звёзд · 3 из 5 звёзд · 3 из 5 звёзд | Грин Парк Отель          |
| 3 из 5 звёзд · 3 из 5 звёзд · 3 из 5 звёзд · 3 из 5 звёзд · 3 из 5 звёзд | Гуру                     |
| 3 из 5 звёзд · 3 из 5 звёзд · 3 из 5 звёзд · 3 из 5 звёзд · 3 из 5 звёзд | де Пари                  |
| 3 из 5 звёзд · 3 из 5 звёзд · 3 из 5 звёзд · 3 из 5 звёзд · 3 из 5 звёзд | Домашний Отель           |
| 3 из 5 звёзд · 3 из 5 звёзд · 3 из 5 звёзд · 3 из 5 звёзд · 3 из 5 звёзд | Евротель Центральный     |
| 3 из 5 звёзд · 3 из 5 звёзд · 3 из 5 звёзд · 3 из 5 звёзд · 3 из 5 звёзд | Евротель Южный           |
| 3 из 5 звёзд · 3 из 5 звёзд · 3 из 5 звёзд · 3 из 5 звёзд · 3 из 5 звёзд | Екатеринбург-Центральный |
| 3 из 5 звёзд · 3 из 5 звёзд · 3 из 5 звёзд · 3 из 5 звёзд · 3 из 5 звёзд | Екатерининская           |
| 3 из 5 звёзд · 3 из 5 звёзд · 3 из 5 звёзд · 3 из 5 звёзд · 3 из 5 звёзд | Изумруд                  |
| 3 из 5 звёзд · 3 из 5 звёзд · 3 из 5 звёзд · 3 из 5 звёзд · 3 из 5 звёзд | Исеть                    |

| Категория                                                                | Название гостиницы |
| ------------------------------------------------------------------------ | ------------------ |
| 3 из 5 звёзд · 3 из 5 звёзд · 3 из 5 звёзд · 3 из 5 звёзд · 3 из 5 звёзд | Лайнер             |
| 3 из 5 звёзд · 3 из 5 звёзд · 3 из 5 звёзд · 3 из 5 звёзд · 3 из 5 звёзд | ЛУНА               |
| 3 из 5 звёзд · 3 из 5 звёзд · 3 из 5 звёзд · 3 из 5 звёзд · 3 из 5 звёзд | Малахит 2000       |
| 3 из 5 звёзд · 3 из 5 звёзд · 3 из 5 звёзд · 3 из 5 звёзд · 3 из 5 звёзд | Октябрьская        |
| 3 из 5 звёзд · 3 из 5 звёзд · 3 из 5 звёзд · 3 из 5 звёзд · 3 из 5 звёзд | Олд Таймс          |
| 3 из 5 звёзд · 3 из 5 звёзд · 3 из 5 звёзд · 3 из 5 звёзд · 3 из 5 звёзд | Парус              |
| 3 из 5 звёзд · 3 из 5 звёзд · 3 из 5 звёзд · 3 из 5 звёзд · 3 из 5 звёзд | Премьер-Отель      |
| 3 из 5 звёзд · 3 из 5 звёзд · 3 из 5 звёзд · 3 из 5 звёзд · 3 из 5 звёзд | Четыре сезона      |
| 3 из 5 звёзд · 3 из 5 звёзд · 3 из 5 звёзд · 3 из 5 звёзд · 3 из 5 звёзд | Протекс-отель      |
| 3 из 5 звёзд · 3 из 5 звёзд · 3 из 5 звёзд · 3 из 5 звёзд · 3 из 5 звёзд | Ричмонд            |
| 3 из 5 звёзд · 3 из 5 звёзд · 3 из 5 звёзд · 3 из 5 звёзд · 3 из 5 звёзд | Сити-Отель         |
| 3 из 5 звёзд · 3 из 5 звёзд · 3 из 5 звёзд · 3 из 5 звёзд · 3 из 5 звёзд | Сьют-отель         |
| 3 из 5 звёзд · 3 из 5 звёзд · 3 из 5 звёзд · 3 из 5 звёзд · 3 из 5 звёзд | Уктус              |
| 3 из 5 звёзд · 3 из 5 звёзд · 3 из 5 звёзд · 3 из 5 звёзд · 3 из 5 звёзд | Чайная Роза        |
| 3 из 5 звёзд · 3 из 5 звёзд · 3 из 5 звёзд · 3 из 5 звёзд · 3 из 5 звёзд | Эрмитаж            |
| 2 из 5 звёзд · 2 из 5 звёзд · 2 из 5 звёзд · 2 из 5 звёзд · 2 из 5 звёзд | А-класс            |
| 2 из 5 звёзд · 2 из 5 звёзд · 2 из 5 звёзд · 2 из 5 звёзд · 2 из 5 звёзд | Свердловск         |
| 2 из 5 звёзд · 2 из 5 звёзд · 2 из 5 звёзд · 2 из 5 звёзд · 2 из 5 звёзд | Сибирь             |
| 2 из 5 звёзд · 2 из 5 звёзд · 2 из 5 звёзд · 2 из 5 звёзд · 2 из 5 звёзд | Хутор Сааремаа     |

- и ещё несколько десятков гостиниц разного класса (в том числе гостевые дома и мини-гостиницы).

В 2009 году в Екатеринбурге открылись 2 крупных отеля: «Анжело» и «Novotel». С открытием этих объектов в городе появилось 800 новых гостиничных мест.